# Dans le silence du monde

Dans le silence du monde (きゃからばあ (Kya ka ra ba a’)) est un moyen métrage documentaire de Naomi Kawase, réalisé en 2001.
Produit par Arte, le film, utilisant à la fois des images vidéo et 8 mm montre Naomi Kawase à la recherche de son père. Le film est autobiographique et, comme souvent chez Kawase, utilise à la fois un support documentaire (la cinéaste effectue des recherches pour retrouver son père, etc.) et un propos plus personnel et une réflexion métaphysique et poétique sur le monde.